# Großer Kalmberg

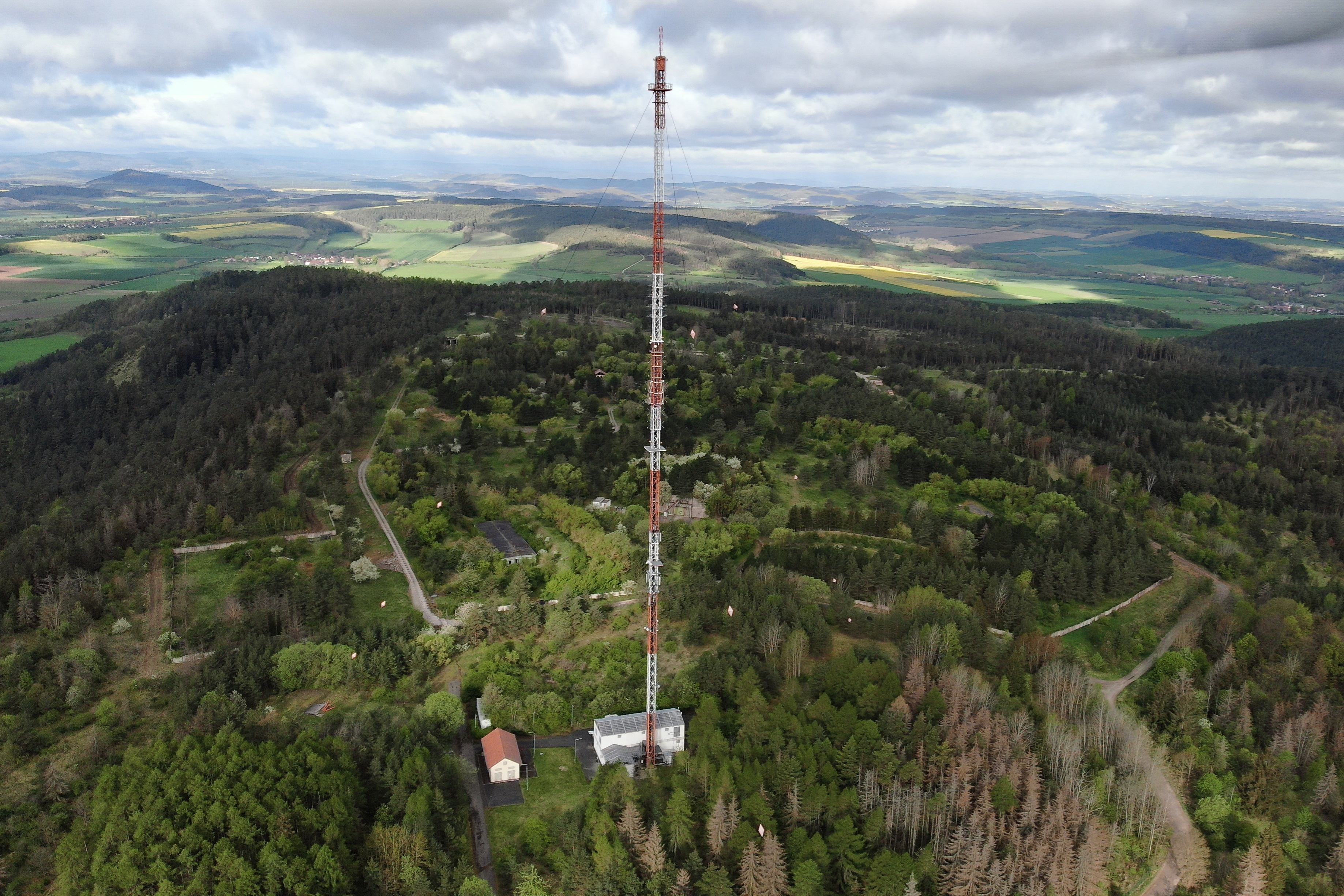
Sendemast mit der ehem. Fla-Raketenabteilung 514 der NVA im Hintergrund; April 2024

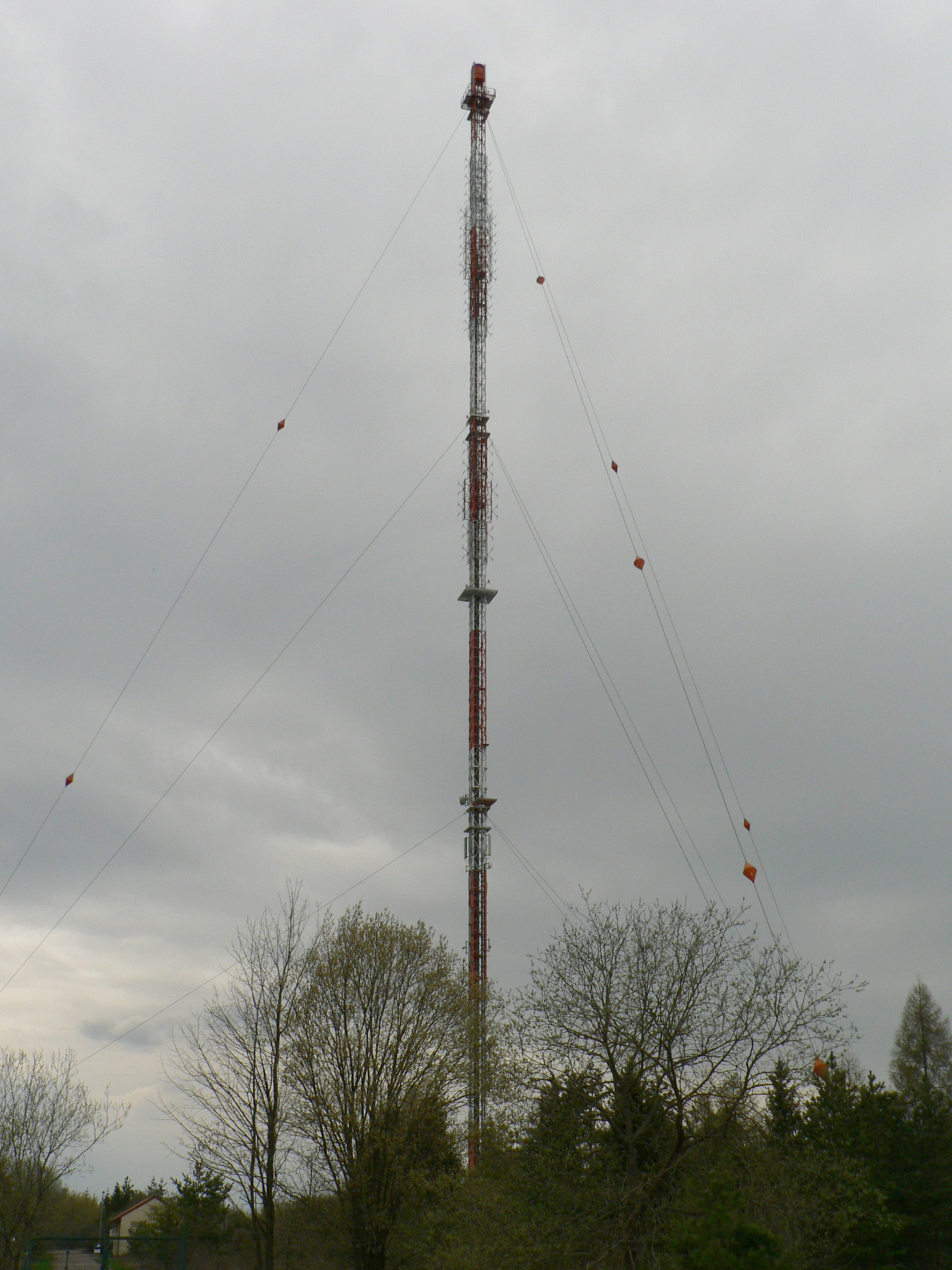
Sender Saalfeld Remda

Der Große Kalmberg östlich von Stadtilm ist ein 547,5 m ü. NHN hoher Berg in Thüringen. Er ist die, vom Zeugenberg Singener Berg abgesehen, höchste Erhebung der Ilm-Saale-Platte.

## Lage
Der Große Kalmberg liegt etwa 25 Kilometer südlich von Erfurt und Weimar und gehört sowohl topografisch als auch geologisch zur aus Muschelkalk bestehenden Ilm-Saale-Platte. Der Große Kalmberg liegt auf der Grenze zwischen dem Ilm-Kreis und dem Landkreis Saalfeld-Rudolstadt. Sein westlicher Teil gehört zur Stadt Stadtilm (Ilm-Kreis), während der östliche Teil zur Stadt Rudolstadt zählt. Orte am Großen Kalmberg sind Dienstedt, Kleinhettstedt und Oesteröda im Norden, Döllstedt, Nahwinden und Ehrenstein im Südwesten sowie Altremda, Remda und Breitenheerda im Osten.
Der Große Kalmberg ist mit Kiefern bestanden, seine Südseite fällt steil zum Remdaer Graben ab, während er im Norden sanft zum Tal der Ilm abfällt. Der Kleine Kalm ist eine Spitze südwestlich des Gipfels in 511 Metern Höhe, während der Kleine Kalmberg nördlich liegt und 467 Meter hoch ist.

## Nutzung
In den Jahren der DDR war auf dem Berg die Fla-Raketenabteilung 514 der NVA mit einem Hubschrauberlandeplatz stationiert. Nach der Deutschen Wiedervereinigung wurde die militärische Nutzung beendet. Teile des ehemaligen NVA-Geländes wurden zur Sendeanlage Remda der heutigen DFMG mit 169 Meter hohem Sendemast umgebaut. Andere Teile, vor allem am Südhang des Berges, wurden im Jahr 1999 auf einer Gesamtfläche von 264 Hektar als FFH-Gebiet ausgewiesen. Damit kommt die Schutzwürdigkeit der Landschaft zum Ausdruck, in der es teilweise offene und artenreiche Kalkhänge mit Trockenrasen, Felsen und Felsfluren sowie kleine Moor- und Feuchtbiotope und Pfeifengraswiesen gibt.